# Heroes of Might and Magic III: The Shadow of Death
Heroes of Might and Magic III: The Shadow of Death (укр. Герої Меча і Магії III: Тінь Смерті) — другий офіційний аддон до гри Герої Меча і Магії III, розроблений компанією New World Computing і випущений 3DO 31 березня 2000 року.
Доповнення включає в себе нові кампанії, пов'язані спільним сюжетом, які є приквелом до сюжету «Відродження Ератії», 38 нових сценаріїв, артефакти і об'єкти на карті, а також вдосконалений редактор карт. Крім того, «Тінь Смерті» містить нововведення з першого аддону — «Клинок Армагеддону», за винятком міста Злиття (оскільки за сюжетом його жителі ще не прибули у світ гри) і генератора випадкових карт. Доповнення підвищує версію гри версії 3.2.
«Тінь Смерті» також входить до складу збірки Heroes of Might and Magic III Complete (Collector's Edition), випущеної 2 жовтня 2000, яка містить всі 3 версії Heroes of Might and Magic III.
«Тінь Смерті» (як і всі офіційні доповнення Heroes of Might and Magic III) початково було випущено тільки для платформи Windows. Платинова версія, яка містить повну версію гри, була розроблена також і для платформи Apple Macintosh.
Сюжет доповнення оповідає про чотирьох героїв, обдурених злим і хитрим некромантом Сандро, які об'єднуються, щоб протистоять його планом завоювання континенту Антагаріч, що передує подіям оригінальної гри.

## Зміни геймплею

### Ігровий баланс
Оборонний рів міста тепер різниться за виглядом для кожної фракції і знімає від 70 до 150 очок здоров'я в юнітів, що підійшли до замку, і знімає кожен хід по стільки ж, якщо війська стоять місці.
Відбулися невеликі зміни в деяких видах військ: ціна найму ангелів підвищилася і змінилися характеристики ящеролюдей.

### Артефакти
Доповнення має 139 артефактів, 12 з яких збірні, тобто, складаються зі слабших артефактів. Щоб такий артефакт був зібраний, всі його частини повинні бути поміщені у відповідні слоти в екіпіровці героя. Збірні артефакти можуть бути розібрані.
- Альянс Ангелів — дозволяє змішувати в одній армії істот міст Оплоту, Вежі, Фортеці, Цитаделі і Замку без втрати бойового духу. На початку бою твориться заклинання «Молитва» Експертного рівня. Альянс Ангелів підвищує атаку, захист, чаклунську силу і знання на +21.

Складові артефакти: Меч Правосуддя, Шолом Божественного Просвітництва, Намисто Божественної Благодаті, Магічні Обладунки, Сандалії Святих, Щит Левиної Хоробрості.
- Обладунки Проклятого — на початку битви Обладунки насилають на всі загони противника чотири прокляття — «Уповільнення», «Прокляття», «Слабкість» і «Невдача». Ці заклинання діють протягом 50 ходів. Підвищують атаку і захист героя на +3, чаклунську силу і знання — на +2.

Складові артефакти: Шолом-Череп, Чорний Клинок Мертвого Лицаря, Обладунки з Ребер, Щит туги Мерців.
- Плащ Короля Нежиті — дає героєві, який не володіє навичками некромантії, здатністьз воскрешати 30 % Скелетів із загиблих у битві. Якщо герой володіє навичками некромантії, ці 30 % також додаються як бонус. При цьому, володіючи Некромантією Основного рівня і Плащем, герой воскрешає замість Скелетів Зомбі; Просунутого рівня — Вартових, а Експертного рівня — Лічів.

Складові артефакти: Амулет Трунаря, Черевики Мерця, Мантія Вампіра.
- Еліксир Життя — всі істоти в армії Героя отримують бонус до здоров'я 25 % і збільшують здатність до лікування. Артефакт не діє на «злих» істот.

Складові артефакти: Склянка Життєвої Сили, Кільце Життєвої Сили, Кільце Життя.
- Статуя Легіону — підвищує приріст істот на 50 % (її складові на менші значення), і при цьому відразу у всіх належних гравцеві містах. Крім того, Статуя, на відміну від своїх складових, не вимагає постійного місцезнаходження в замку.

Складові артефакти: Голова, Тулуб, Поперек, Ноги і Руки Легіону.
Міць Отця Драконів — додає +6 до первиннихинавиків і наділяє всіх воїнів героя імунітетом до магії 1-4 рівня. Підвищує атаку, захист, чаклунську силу і знання героя на +10.
Складові артефакти: Корона з Зубів Дракона, Намисто з Зубів Дракона, Обладунки з Луски Дракона, Щит із Луски Дракона, Нерухоме Око Дракона, Застигле Око Дракона, Язик Полум'я Червоного Дракона, Наколінники з Кістки Дракона, Плащ з Крил Дракона.
- Гуркіт Титана — меч, який дає герою заклинання «Грім Титана» (Блискавка Титана), яке не вимагає мани. Заклинання завдає 600 очок ушкодження блискавкою. Підвищує атаку і захист героя на +9, чаклунську силу і знання — на +8.

Складові артефакти: Гладіус Титана, Лати Титана, Шолом Небесного Грома, Щит Вартового.
- Лук Снайпера — дає можливість стрілецьким юнітам стріляти в бою навіть тоді, коли поруч з ними знаходиться загін противника і крізь перешкоди. Також повністю знімаються штрафи за відстань до цілі. Підвищує силу стрільби військ на 30 %.

Складові артефакти: Лук з Вишневого Дерева Ельфів, Тятива з Волоса Гриви Єдинорога, Стріли з Ангельських Пер.
- Капелюх Адмірала — відміняє штраф ходу при посадці і висадці героя на кораблель. Перетворює очки пересування героя по суші в очки пересування героя по воді. Також дає можливість прикликати і топити кораблі і виходити армії героя цілою при подорожах крізь вир.

Складові артефакти: Капелюх Морського Капітана, Намисто Морського Провидіння.
- Ріг Достатку — кожен день приносить 4 одиниці ртуті, кристалів і самоцвітів.

Складові артефакти: Невичерпна Склянка Ртуті, Кільце дорогоцінних каменів, Вічне Кільце Сірки, Плащ Нескінченних Кристалів.
- Кільце Мага — додає 50 раундів до тривалості будь-якого заклинання.

Складові артефакти: Магічне Кільце, Магічний Нашийник, Магічна Накидка.
- Колодязь Чарівника — щоденно відновлює ману героя до максимуму.

Складові артефакти: Амулет Мани, Талісман Мани, Магічна Медаль Мани.

### Нові ландшафти
У «Тіні Смерті» було додано 8 нових специфічних типів ландшафту (поряд з Проклятою Землею і Рівнинами Магів з оригінальної гри). Чотири з них — Вогненні Поля, Прозорі Ставки, Магічні Хмари, Скеляста Земля, дозволяють героєві, незалежно від навичок, творити всі заклинання відповідних шкіл магії (Вогню, Води, Повітря і Землі) на Експертному рівня. Свята земля дає всім істотам з «добрих» міст (Замок, Оплот, Вежа) +1 до бойового духу і знижує його на −1 у «злих» (Інферно, Некрополь, Підземелля). Диявольський Туман діє протилежним чином. Конюшинове Поле підвищує удачу всіх істот з «нейтральних» міст (Сполучення, Твердиня, Фортеця) на +2. Попутний Вітер діє лише на кораблі і є водним ландшафтом, збільшує швидкість пересування на 66 %.

### Телепорти
Додано десять додаткових Телепортів — п'ять двосторонніх і п'ять односторонніх. Вигляд восьми монолітів з цих десяти відрізняється від представленого у «Відродженні Ератії».

## Редактор карт
Новий Інструмент перешкод дозволяє творцям карти не ставити самостійно звичайні перешкоди на мапі (ліси, гори тощо), а, скориставшись інструментом, вказати область, яку необхідно обставити цими перешкодами, і інструмент сам помістить їх на карту з точністю до клітини і відповідно до ландшафту. Для меншої точності зафарбовування карти перешкодами є також інструмент розмитих перешкод.
З'явилася можливість редагувати параметри героїв, які можуть бути найняті в таверні.
З'явилася можливість відзначати доступні заклинання і вторинні навички на карті.
Доповнення додало нові портрети для старих героїв: Гем, Йога, Сандро (ще у вигляді живої людини) і Фіннеаса Вілмара.

## Сюжет
Сюжет гри складається з семи кампаній, поєднаних між собою. Впродовж перших п'яти некромант Сандро маніпулює чотирма героями для виконання власних цілей. Шоста кампанія оповідає про те, як ці герої об'єдналися для встановлення справедливості і порятунку континенту від планів Сандро. Остання кампанія прямо передує подіям «Відродження Ератії» і пояснює деякі її моменти, в особливості чому Еофол та Нігон напали на Ератію і яким чином було вбито її короля.

### Кампанії
Новий початок
Сценарії: Зачистка кордону, За Амулетом, Повернути Мантію, Похід за Чобітьми
Могутню чарівницю Гем, одну з полководців Роланда (події Heroes of Might and Magic II), не полишали жахи прожитих років. Всюди їй ввижалися привиди полеглих товаришів, і її наставниця Аманда запропонували Гем вирушити подалі від дому, на Антагаріч. Прибувши туди, Гем побачила, що міста Спірних Земель зазнають постійних набігів некромантов Дейї, а країна Ератія не збиралася цьому протистояти. Успішні бої Гем з некромантами привернули увагу прикордонного лорда Авлі Файетта.
Впоравшись з некромантами, чаклунка зустрілася з учнем чарівника Етріка на і'мя Сандро. Він розповів їй, що його вчитель шукає спосіб створити артефакт, що пригнічує живих мерців. Сандро запропонував Гем велику нагороду за пошук однієї потрібної для цього речі — АмулетаТрунаря, на що Гем, погодилася безкоштовно. Чарівниця і Рейнджер Клансі відняли Амулет у армії драконів-примар і доставили його Сандро.
Сандро повідав їй, що Етріку потрібні ще два артефакти. За одним з них — Мантією Вампіра — Сандро вже посилав одного бойового мага на ім'я Терек, але той безслідно зник. Гем вирушила на пошуки і знайшла мага в полоні у бандитів, які зажадали за нього викуп. Після звільнення Терека і успішної доставки шуканого для Сандро артефакту, Лорд Файетт ще більше захопився Гем і запропонував їй місце серед своїх полководців.
Останнім артефактом для Сандро були Черевики Мерця. Під час виконання цього завдання Гем побачила багато спільного між чарівниками Енроту і друїдами Авлі і вирішила, що її покликанням буде вступити в кола друїдів, як тільки вона знайде останній артефакт.
Отримавши артефакти, Сандро вирушив за платою і зник. Чарівниця написала лист Етріку про дану подію, щоб дізнатися, куди поділися зібрані нею артефакти і стала друїдом.
Еліксир Життя
Сценарії: Закінчення вправ, Головорізи, Долина Лордів Драконів, Злодій в ночі
Тим часом молодий напів-ельф Джелу проходив останній іспит на право стати повноправним членом елітного загону, який охороняє кордони Ератії і Авлі . Першим завданням Джелу, отриманим від прикордонного лорда Фалорела, було зібрати компоненти Еліксиру Життя, оскільки некроманти почали полювання за ними.
Для Еліксиру було необхідно знайти три артефакти, і перший з них, Кільце Життєвою Сили, ельф відняв у бандитів, які збиралися продати його некромантам. За другим компонентом, Кільцем Життя, Джелу пішов в долину Дагронда, де мешкали ельфійські Лорди Драконів. Останній компонент, Посудина з Життєвою Кров'ю, перебував в Дейї у вампіра Вокіала. Однак Джелу не став боротися з переважаючими силами нежиті — він найняв злодіїв, і ті викрали Посудину. Створивши Еліксир Життя, напів-ельф вирушив до лорда Фалорела.
Так випробування закінчилися, і заповітна мрія Джелу здійснилася — він вступив у війська Лісових Стражів.
Рубай і шматуй
Сценарії: Трощення черепів, Чорна вівця, Клітка в руці, Розкрадач могил
Крім Гем в Антагаріч з Енроту в пошуках пригод прибув варвар Крег Хак. В таверні до варвара підійшов незнайомець, який представився як Сандро, і запропонував Крегу Хаку відшукати для нього чотири артефакти, які, бувши об'єднаними, складуть Обладунки Проклятого, які повинні бути знищені. За винагороду варвавр погодився на це завдання.
Перший артефакт, Шолом-Череп, знаходився у барона Баршона, якого Крег розгромив і забрав шолом. Блекшард Мертвого Лицаря, знаходився у володінні лицаря смерті Марзета, якого Крег також переміг. Ребра Влади викрали некроманти культу Ебенової Руки, що розташувалися на болотах Ферріса. Варвар розгромив культ і заволодів артефактом. Останній артефакт, Щит туги Мерців, зберігався у культу некромантів «Рука Смерті».
Отримавши Щит, Сандро пішов за нагородою, але так і не повернувся. Розлючений Крег Хек знайшов у його кімнаті лише пентаграму, за допомогою якої чаклун телепортувався звідти, надуривши Крега.
Народження варвара
Сценарії: В бігах, Зустріч, Важкий початок, Фалор і Теревец, Повернення в Бракаду
Чарівник Йог, народжений від батька-варвара і матері-джина, після подій «Героїв II» виїхав до Бракади навчатися магії, хоча його більше приваблювала військова справа. Дізнавшись, що його кохана, алхімік Відоміна, стала некромантом, він вирішив покинути землі магів. Саме тоді він отримав лист від герцога Крюлода Уїнстона Борагуса, в якому той запрошував його до лав Варварів, і погодився на пропозицію.
Дізнавшись про це, маги закрили кордон з Крюлодом, і послали за втікачем чаклунку-джина Ейн, наставницю Академії. За допомогою свого друга з Академії Йог зміг відірватися від переслідування.
Однак у Крюлоді на Йога напали війська самого герцога Борагуса. Розлючений Йог пробився до столиці, де зажадав пояснень. На це герцог відповів, що це було перевіркою майстерності Йога.
Борагус дав Йогу ще одне завдання, щоб переконатися в його зреченні від магічних мистецтв. Він взяв могутній меч Альянс Ангелів, створений колись ангелами для боротьби з демонами, і розділив його на шість артефактів, які велів сховати по різних країнах континенту. Сандалії Святих і Магічні Обладунки Йог відвіз в болотяну Таталію, де йому довелося битися з її жителями. У Ератії він сховав Намисто Божественної Благодаті і Щит Левиної Хоробрості. Шолом Божественного Просвітництва і Меч Правосуддя Йогу довелося доставити в Бракаду, яку він нещодавно покинув і де його чекала чарівниця Аїн. Однак Йог успішно виконав всі завдання герцога і тоді став визнаним членом клану.
Сходження некроманта
Сценарії: Ціль, Учитель, Фіннеас Вілмар, Герцог Аларіс
Тим часом Етрік отримав листа від Гем, в якому чарівниця повідомила йому про обман Сандро. Етрік одразу зрозумів, що Сандро, скориставшись Гем і Крегом Хеком, отримав два артефакти неймовірної потужності — Обладунки Проклятого і Плащ Короля Нечисті. Написавши про це Гем, а також про те, що Сандро став некромантом, Етрік задумався над тим, як відновити свою репутацію, заплямовану вчинками його учня Сандро. Від Гем він дізнався, що Сандро рухається в Дейю. Етрік послав своїх найкращих учнів на чолі з Джеддітом, зупинити Сандро і відняти у нього артефакти.
Однак Сандро, скориставшись суперечностями між переслідувачами і своїми артефактами, відбився від Джеддіта та інших, розгромив вчителя, але помилував його, звелівши забиратися з Антагарічу.
По дорозі в Дейю Сандро зустрів зустрів чарівницю Відоміну, яка хотіла навчитися у нього некромантії і Сандро погодився її навчати. Досягнувши кордонів Дейї, Сандро зустрів ліча Фіннеаса Вілмара на прізвисько Похоронний Дзвін, який таємно мріяв стати королем, але був поганим тактиком і політиком. Сандро вирішив зробити його королем Дейї, але як своєю маріонеткою.
У Дейї Вілмар і Сандро вступили у війну з вождем земель некромантів — герцогом Аларісом. Сандро повністю розгромив Аларіса, і Фіннеас Вілмар, який вже почав сумніватися в Сандро, повернутися після недовгого відлучення. Зі смертю Аларіса Вілмар став новим правителем Дейї.
Нечистий альянс
Сценарії: Жнива, Відновлення Легіону, Пошук вбивці, Останній мир, Розкриття таємниць, Агенти помсти, Гнів Сандро, Вторгнення, Боротися і шукати, Союз, Брати-варвари, Падіння Сандро
З моменту сходження Сандро Антагаріч зазнавав набігів нежиті, що торкнулося чотирьох героїв — Гем, Джелу, Крега Хека і Йога. Йог надав свою допомогу в Ератії, розбивши армію живих мерців, і дізнався, що ще один варвар бореться з некроманами — Крег Хек. Крег Хек, відвідуючи у Ератії своїх родичів, відвідав місто, з якогоилицар смерті Тіранелл викрав головний скарб міста, частину статуї Голова Легіону. За винагороду жителі міста попросили Крега Хека повернути Голову Легіону, а також знайти всі інші елементи статуї. Крег Хек взявся за виконання завдання з особливою завзятістю, коли дізнався, що Тіранелл мав доставити Статую Легіону некроману Сандро, який нахабно обдурив Крега Хека.
Тим часом у Авлі хтось отруїв Лорда Фалорела, для якого Джелу шукав Еліксир Життя. Джелу отримав завдання знайти вбивцю, але під час пошуків відкрив страшну таємницю — Лорд Фалорел весь час правління в Авлі був вампіром родом з Дейї. Заворушення велися як і у тієї, так і іншої країни, тому інший прикордонний лорд, Файетт, призначив зустріч з одним з лордів Дейї, щоб розплутати цю спільну справу, але двоє лордів були вбиті невідомим. Некроманти використали тіло Файетта і перетворили його на Лицаря Смерті. Чарівниця Гем, яка тепер була друїдом Авлі, разом з Клансі зголосилася перемогти свого колишнього Файетта, щоб звільнити його душу з мертвого тіла.
Додатково Джелу з'ясовав, що справжній Лорд Фалорел був давно убитий, а під його виглядом ховався вампір Вайарад. Також Джелу довідався, що Вайарад ворогував з Сандро. Зв'язавшись з Гем, яка була обманута Сандро, Джелу зрозумів, що за всіма минулими подіями стояв цей некромант. Об'єднавши сили, Гем і Джелу вирушили звільняти захоплені некромантами поселення в Авлі. Паралельно з цим, Йог і Крег Хек разом виганяли некромантів з Ератії, але ті були послані не Сандро, а його маріонеткою Фіннеасом Вілмаром.
Незабаром чотири героя (Гем, Джелу, Крег Хек і Йог) зустрілися і відтворили загальну картину змови некромантів: Сандро добув потрібні йому артефакти за допомогою Крега Хека і Гем і домігся того, щоб Фіннеас Вілмар став правителем Дейї. Саме Сандро, побоюючись витоку інформації, вбив Лорда Файетта і зустрів його прикордонного лорда Дейї, а потім воскресив першого як могутнього полководця для своєї армії. Вампір Вайарад, який видавав себе за Фалорела, наказав Джелу знищити Лордів Драконів, щоб заволодіти Еліксиром Життя, але був отруєний Сандро. Зрештою, некромант намагався заманити чотирьох героїв у Дейю, щоб потім зробити їх своїми союзниками.
Сандро набирав міць, вторгаючись все глибше і глибше в Ератію і Авлі. Армії Джелу, Гем, Йог і Крега Хек не могли добре співпрацювати через відкриту недружелюбність. Тоді Йог згадав про меч — Альянс Ангелів, який йому веліли розділити і сховати в різних регіонах Антагарічу. Меч міг би послужити відмінною зброєю проти Сандро і герої вирішили зібрати його знову.
Так, Джелу і Гем вирушили в Ератії, де нині знаходилися Сандалії Святих, Шолом Божественного Просвітництва і Намисто Божественної Благодаті. Ерафійци, однак, не побажали віддавати їм ці артефакти, тому героям довелося забрати їх силою. Меч Правосуддя, Магічні Обладунки і Щит Левиної Хоробрості Йог і Крег Хек відбили у трьох братів-варварів, які вважали, що ці скарби по праву належать їм.
Хоча герої і розшукали потрібні артефакти, зустрітися знову і зібрати меч їм заважав Сандро, довідавшись про їхні плані. Однак герої пробили його бойові застави і, зустрівшись, отримали Альянс Ангелів. Потім вони рушили в дорогу, до замку Сандро, розшукавши в цих землях Еліксир Життя, який вампір Вайарад сховав тут, так і не встигнувши ним скористатися. Разом Крег Хек, Джелу, Йог і Гем завдали нищівної поразки Сандро і Вілмару. Некроманти втекли, а артефакти Сандро герої розділили і знову розкидали по континенту, як і меч Альянс Ангелів. Після перемоги над Сандро Гем, Джелу, Крег Хек і Йог розійшлися кожен своєю дорогою, щоб більше не згадувати ці темні події.
Привид влади
Сценарії: Отрута для Короля, Будівництво тунелю, Альянс з Криганами, Наосліп
Переможений Сандро мав і інший план — завоювання найбільшої держави Антагарічу — Ератії. Сандро мав намір отруїти короля Ератії Ніколаса Грифонхарта, для чого йому міг послужити лицар Лорд Хаарт, який був таємним культу некромантів. Щоб на Хаарта не впали підозри у вбивстві, Сандро спланував наступне: Лорд Хаарт покинув свою землю нібито для бойових навчань, Сандро захопив його замок і залишив там отруту. Потім Лорд Хаарт повернувся і звільнив місто — таким чином, без підозр до Хаарта Грифонхарт випив підкладену отруту і помер.
Щоб приховати вторгнення некромантів до Ератії, Сандро попросив допомоги в Еофола і Нігона. Поки демони і чорнокнижники будуть наступати на Ератію зі сходу, захід залишиться вільним для входу військ Дейї. Але союз мав умови. Нігон вимагав від Сандро прокласти тунель через протоку між їх островом і Антагарічем, яким війська пройдуть прямо до столиці Ератії — Стедвіку. Демони з Еофолу, в свою чергу, відмовилася вступити в цей союз, якщо тільки Сандро не дістане для них Вічне Кільце Сірки.
Добившись виконання умов і уклавши союз з Еофолом і Нігоном, Сандро дізнався від Фіннеаса Вілмара, що якийсь лорд Дейї схотів скинути його з місця Головного Королівського Радника. Сандро негайно вступив в битву з цим лордом і знищив його. Але після цього Вілмар оголосив всім чаклунам Дейї, що Сандро безпричинно вбив свого соратника і кинув Сандро до в'язниці. Тоді Сандро зрозумів, що був тепер обманутий і використаний, як вчиняв з іншими і сам.

## Оцінки й відгуки
| Агрегатор    | Оцінка |
| ------------ | ------ |
| GameRankings | 79%    |

| Видання   | Оцінка    |
| --------- | --------- |
| Eurogamer | 8 of 10   |
| GameSpot  | 7.0 of 10 |
| GameSpy   | 87 of 100 |
| IGN       | 9.0 of 10 |

Доповнення отримало досить теплий прийом, переважно маючи позитивні відгуки критиків. Середні оцінки за 100-бальною шкалою склали в середньому 85 зі 100. Відзначалися вдосконалення редактора карт і те, що доповнення не вимагає наявності оригінальної гри, але було піддане критиці за відсутність нового контенту за межами однокористувацької гри.